# Skarżyn (Varmie-Mazurie)
Pour les articles homonymes, voir Skarżyn.
Skarżyn est un village polonais de la gmina de Biała Piska, dans le powiat de Pisz, voïvodie de Varmie-Mazurie, au nord-est du pays.
Il est situé à environ 29 km à l'est de Pisz et à 116 km à l'est de la capitale régionale Olsztyn.
Sa population est de 190 habitants environ.